# Hieflau
Hieflau là một đô thị thuộc huyện Leoben bang Steiermark, nước Áo. Đô thị Hieflau có diện tích 46,97 km², dân số thời điểm cuối năm 2008 là 873 người.